# Sicks
Sicks è il quarto album studio dei Barnes & Barnes inciso nel 1986.

## Tracce

### Lato A
1. If You Wanna Be Happy - 3:04
2. Homophobic Dream#22 - 2:16
3. Pussy Whipped - 3:39
4. Dead Baby Hunt - 2:07
5. Pizza Face - 2:38
6. Lick Lap - 2:20
7. Scary Love - 3:41

### Lato B
1. Pineapple Princess - 3:20
2. Sit on My Lap and Call Me Daddy - 2:53
3. Baby Come Home - 3:05
4. Love Button - 2:50
5. Pre-School Games - 2:18
6. Smelly Finder Blues - 2:26
7. I Hate the Boss - 2:05